# Zaraza
Zaraza este titlul unui tangou de Benjamin Tagle-Lara, pe versuri de Ion Pribeagu, interpretat în România interbelică de Cristian Vasile, cântec devenit una din cele mai populare melodii din muzica urbană românească a anilor '30-'40 ai secolului al XX-lea (asociată romanțelor).
Melodia aparține unui tango argentinian omonim, compus în 1929 de compozitorul argentiniano-uruguayan Benjamin Tagle Lara (1892-1932), premiat în 1929 cu locul doi la Gran Concurso Uruguayo de Tangos del Disco Nacional  de la Cine Teatro Cervantes din Montevideo și interpretat în concurs de orchestra ''tipică'' a lui Francisco Canaro.
Sofia Bozan cântă tangoul un an mai târziu la Paris. A fost înregistrat și de José Razzano cu acompaniament de pian și chitară (aprilie 1929), de Ignacio Corsini cu vocea sa și acompaniament de chitare (mai 1929), de orchestrele ''tipice'' ale lui Francisco Canaro cu Charlo (1929), Francisco Lomuto tot cu Charlo (1929), Rodolfo Alberto Biaggi cu Jorge Ortiz (martie 1941). Tangoul ''Zaraza'' ( cu textul spaniol original) a mai fost interpretat în anii '30 ai secolului trecut și de orchestrele lui Manuel Pizarro, Salvador Pizarro cu Jean Sablon, ''tipica'' lui Rafael Canaro (unul din cei trei frați Canaro, conducători de orchestre) cu Carlos Dante (1929 și 1930), ''tipica'' lui Juan Deambroggio (Bachicha) cu 4 duete: Emilia Garcia & Juan Raggi; Juan Raggi & Teresita Asprella; Luis Scalón & Emilia Garcia; Luis Scalón & Teresita Asprella (toate 4 versiunile, în 1930).
În Polonia, Wiera Gran și Albert Harris (în duet vocal mixt) înregistrează și ei tangoul ''Zaraza'', în 1939, sub titlul ''Gdy gitara gra piosenkę'' (''Când chitara cântă un cântec”). Tot în Polonia, în 1946, un alt interpret (Tadeusz Miller) cântă și el ''Zaraza'', cu un alt text (adaptat în poloneză) ''Jaka miła jest moja dżiewćźyna'' (''Ce drăguță este prietena mea!).
În România anului 1931 au existat două interpretări ale tangoului lui Tagle-Lara, înregistrate pe disc: 
- "Zaraza", versuri de Ion Pribeagu, cântată de Cristian Vasile (înregistrare Odeon, Berlin, 1931)
- "Și pe tine or să te doară...", versuri de Nicolae Kirițescu, cântată de Manole Stroici (înregistrare Homocord, Berlin, 1931)
- Ulterior acestor două prime înregistrări/versiuni românești interbelice, tangoul ''Zaraza'' a mai fost cântat (în versiunea textului cel mai cunoscut, varianta Ion Pribeagu - Cristian Vasile), în deceniile ce au urmat, și de către alți vocaliști români de muzică ''ușoară'', printre care îi putem menționa pe Gică Petrescu, Nicolae Nițescu, Alexandru Arșinel, Corina Chiriac (cu accente comice de interpretare).

Cântecul, în varianta lui Cristian Vasile și Ion Pribeagu, a căpătat în timp valoare de simbol în zona muzicii ușoare românești. Textul tangoului sugerează existența unei femei cu acest nume, imagine trecută treptat în imaginarul colectiv românesc. În realitate, numele de Zaraza provine din preluarea mot-à-mot a titlului spaniol, în care zaraza e un cuvânt banal (un termen referitor la un imprimeu, vezi definiția din spaniolă: Zaraza=Chintz, adică tip de imprimeu textil, originar din India).

## Zaraza în literatură și film
Scriitorul Mircea Cărtărescu a preluat această imagine și, asociind-o personalității lui Cristian Vasile, a creat o legendă imaginară a Zarazei, în povestirea sa publicată inițial în revista România Literară, iar apoi inclusă în volumul de proză De ce iubim femeile?.
Povestirea a avut, alături de volum, un mare succes (cartea nr. 2 din topul vânzărilor de carte românească de după 1990, exceptând traducerile). Povestirea, fiind scrisă într-un stil care sugerează veridicitatea istoriei Zarazei, a generat convingerea, foarte răspândită astăzi, că legenda Zarazei scrisă de Mircea Cărtărescu ar fi chiar istoria reală a cântecului, a lui Cristian Vasile și a presupusei lui iubite, Zaraza. Alții cred că Zaraza este o legendă populară, fără autor.
Carlos Gardel, marele cântăreț și compozitor de tangouri, uruguayano-argentinian, apare frecvent în literatura sud-americană, la Gabriel Garcia Márquez, Jorge Luis Borges, Julio Cortazar și Ernesto Sabato. Mircea Cărtărescu, un admirator al lui Borges, Cortazar și Márquez, îl lansează pe Cristian Vasile, interpretul Zarazei și echivalentul românesc al lui Gardel ("Gardel al nostru" - M.C.), în literatura română. Zaraza lui Cărtărescu creează o modă, căci i-au urmat un film (Supraviețuitorul), o piesă de teatru (Vulpea roșie, de Pușa Roth) și alte încercări literare.
Filmul Supraviețuitorul (2008), al cărui scenariu a fost scris de Sergiu Nicolaescu și Adina Mutăr, preia în plagiat legenda compusă de Mircea Cărtărescu, inclusiv numele multora dintre personajele povestirii, modificând doar „Zaraza” în „Zarada”.
Mihaela Rădulescu a scris în 2006 un scenariu pentru un film numit Zaraza, care ar fi trebuit să fie produs de casa de filme Cine TV Film Production (aparținând lui Sergiu Nicolaescu). Scenariul fiind notat cu 6 de comisia CNC, finanțarea filmului a fost refuzată.
Piesa de teatru radiofonic "La vulpea roșie" de Pușa Roth este anunțată în presa vremii că a pornit „de la biografia vestitei Zaraza, cântăreață celebră din Bucureștiul interbelic”. Evident, cântăreața Zaraza nu a existat, dar unii autori de presă culturală confundă ficțiunea cărtăresciană cu realitatea. În plus, Zaraza nu este cântăreață nici măcar in povestirea lui Cărtărescu.
Emisiunea Bucureștiul anilor '40 și tulburătoarea poveste de dragoste dintre Cristian Vasile și Zaraza difuzată de Radio România Cultural pe 21 iulie 2008 - autoare fiind Reluș Mureșan și având ca invitată la emisiune pe asist. univ. drd. Andreea Răsuceanu - discută problema legendei create de Mircea Cărtărescu și clarifică lucrurile din punct de vedere istoric, stabilind ce este real și ce este ficțiune în povestirea lui Cărtărescu. Emisiunea conține și povestirea, în lectura autorului.
Articolul lui Stelian Tănase din Observator Cultural comentează și el pe larg povestirea lui Mircea Cărtărescu („Zaraza”) și istoria cântecului. Deși unele detalii istorice par să fie inexacte (Benjamin Tagle-Lara este dat drept argentinian), comentariul literar este însă util.
Numele românesc al tangoului, Zaraza, provine din textul tangoului original și denumește în spaniolă chintz, o pânză imprimată colorat. Interpretările legate de sensurile cuvântului în limbile slave (zaraza = infecție, contagiune, molimă) sau în limba romani (zarada = cea minunată) sunt ficționale.
Legenda creată de Mircea Cărtărescu, cât și Zaraza ca prezență în imaginarul colectiv românesc pornesc desigur de la textul cântecului, și este meritul lui Ion Pribeagu de a fi creat câteva versuri suficient de ambigue și misterioase, pentru a inspira o legendă.

## Versiunile cântecului

### Zarazaîn limba română, versiunea Ion Pribeagu / Cristian Vasile

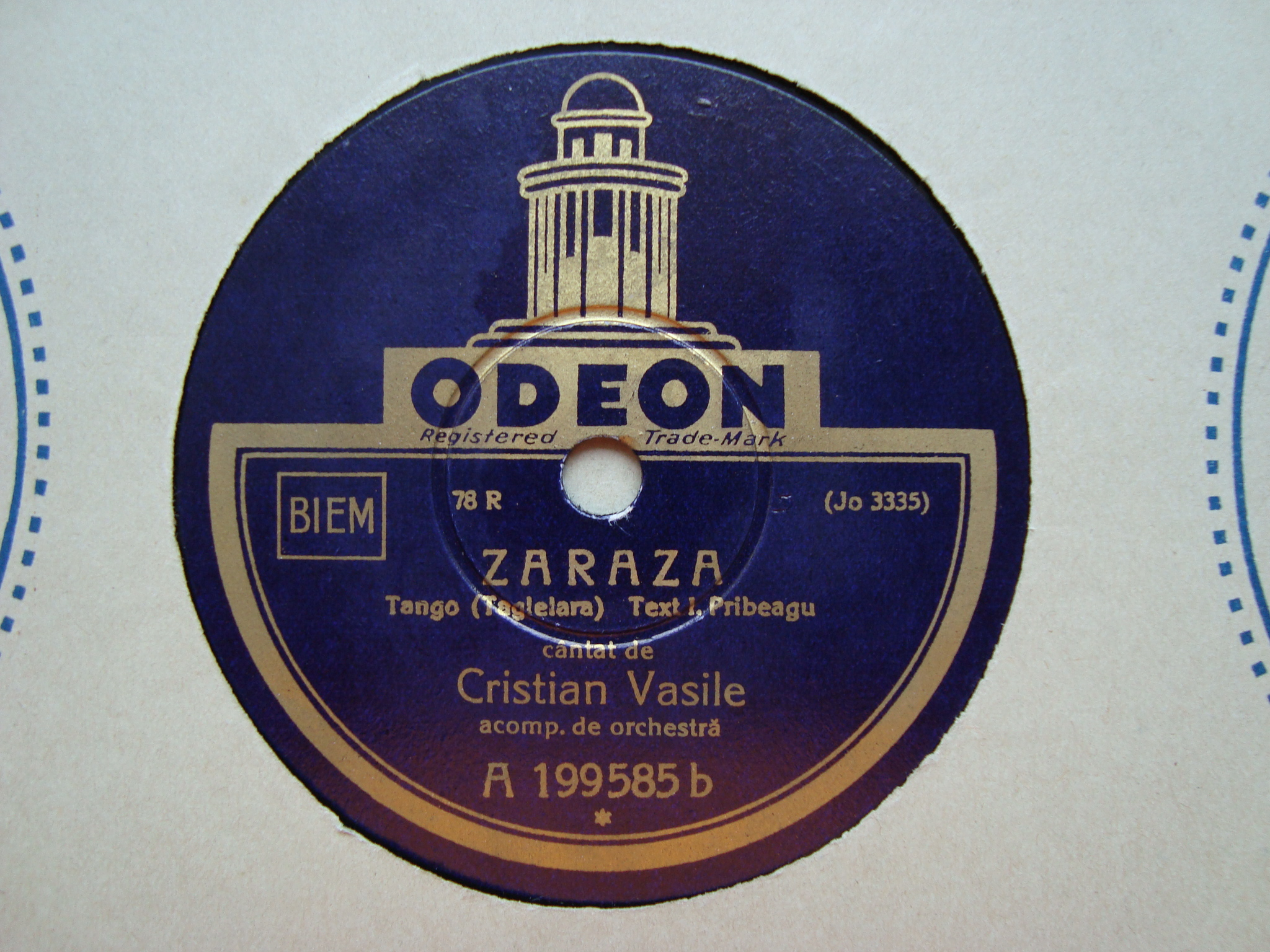
Cristian Vasile - Zaraza

Zaraza
- text de Ion Pribeagu
- muzica: Benjamin Tagle Lara

Când apari, señorita, în parc pe-nserat
Curg în juru-ți petale de crin.
Ai în ochi patimi dulci și luciri de păcat,
Și ai trupul de șarpe felin.
Gura ta e-un poem de nebune dorinți,
Sânii tăi un tezaur sublim.
Ești un demon din vis, care tulburi și minți,
Dar ai zâmbetul de heruvim.
Vreau să-mi spui, frumoasă Zaraza,
Cine te-a iubit?
Câți au plâns nebuni pentru tine,
Și câți au murit?
Vreau să-mi dai gura-ți dulce, Zaraza,
Să mă-mbete mereu.
De a ta sărutare, Zaraza, vreau să mor și eu!
Vreau să-mi spui, frumoasă Zaraza,
Cine te-a iubit?
Câți au plâns nebuni pentru tine,
Și câți au murit?
Vreau să-mi dai gura-ți dulce, Zaraza,
Să mă-mbete mereu.
De a ta sărutare, Zaraza, vreau să mor și eu!

### Zarazaîn limba română, versiunea Nicolae Kirițescu / Manole Stroici
Și pe tine or să te doară
- text de Nicolae Kirițescu
- muzica: Benjamin Tagle Lara

Au trecut ale dragostei clipe
ca frunzele toamnei târzii au trecut
amintiri, sărutări ce în patimi de buze
fierbinți din dorinți s-au născut

am rămas numai eu să trăiesc tot mereu
al trecutului farmec nespus,
dar să știi că lumina iubirei din sufletul tău
încă tot n-a apus.

Și pe tine or să te doară
remușcări de dor
ai să plângi și tu-ntâia oară
visul trecător

în zadar chema-vei iubirea
ce se duce-acum
va veni mereu amintirea
cu al ei parfum.
Ai voit să strivești cu un zâmbet
poema clădită din doruri fierbinți
și senin ai călcat pe durerea
ce doar tremura în timizi rugăminți

vor veni în curând amintiri rând pe rând
să-ți murmure refrenul discret
vei simți cât de grea e povara ce-aduce
târziul și tristul regret.

În zadar chema-vei iubirea
ce se duce-acum
va veni mereu amintirea
cu al ei parfum.

Prin anii 1970, lăutarii din Gorj, în special Gogu Suchici, acordeonist talentat și profesor la Școala Populară din Târgu Jiu, cântau varianta lui Kirițescu. Aceeași variantă este cântată în filmul Cuibul de viespi - ecranizare după piesa de teatru Gaițele. În filmul Operațiunea Monstrul (1976) este cântată o versiune care îmbină varianta lui Ion Pribeagu și varianta lui Kirițescu.

### Zaraza în limba spaniolă
Zaraza
- text și muzică de Benjamin Tagle Lara (1929)

Blanca huella que, todos los dias,
clavado en el yugo, me ves picanear;
compañera del largo camino
las horas enteras te veo blanquear.
Mientras que, bajo el peso del trigo,
los ejes cansados los siento quejar,
yo, anudando mi pena a esa queja,
con cantos y silbos te sé acompañar.
¡A la huella, huella, zaraza,
huella, huella, guay!
Volverá la ingrata a su casa
andará por áhi...
Que si yo la viera, zaraza,
la hablaré, velay...
¡A la huella, huella, zaraza,
huella, huella, guay!
Buey zaraza, tus ojos tristones
mirando la huella parecen buscar
el milagro de aquellos pasitos
que al irse la ingrata no supo dejar.
Compañero que, unido conmigo
a un mismo destino, tenemos que andar,
seguiremos rastreando la huella,
la misma gue siempre la vemos blanquear.